# Angela Hill
Pour les articles homonymes, voir Hill.
Angela Hill, née le 12 janvier 1985 à Forestville, dans le Maryland, est une pratiquante américaine de kick-boxing et d'arts martiaux mixtes (MMA). Elle combat actuellement à l'Ultimate Fighting Championship dans la catégorie des poids pailles

## Parcours en muay-thaï et kick-boxing
Angela Hill a remporté 16 combats en kick-boxing pour 2 défaites.

## Carrière en arts martiaux mixtes

### Carrière professionnelle
Le 26 avril 2014 Angela Hill affronte l'Américaine Stephanie Skinner lors de l'US Freedom Fighter Championship 18: Metal and Mayhem. Angela Hill gagne par KO technique et remporte sa première victoire sur le circuit.

### Ultimate Fighting Championship
Le 24 février 2015, l'UFC annonce qu'Angela Hill participera à Mexico au Mexique pour la seconde fois à un évènement UFC, à l'occasion de l'UFC 188 Velasquez vs. Werdum. Son adversaire est l'américaine Tecia Torres.
L'événement a lieu le 13 juin 2015. Tecia Torres décide durant les deux premiers rounds d'amener le combat au sol, ce qui gêne Angela Hill, qui est plus à son aise debout. Angela Hill est dominée, mais se défend d'une façon efficace. Les deux combattantes se retrouvent très fatiguées au début de le troisième reprise et le combat se transforme en un affrontement debout. Angela Hill aligne alors quelques bonnes frappes au poing mais elle a trop de retard et Tecia Torres l'emporte par décision (30-27, 30-27, 29-28).

## Palmarès

### Distinctions
- Ultimate Fighting Championship
  - Combat de la soirée (une fois) (contre Jéssica Andrade)
- Invicta FC
  - Championne des poids pailles (2016-)
  - Performance de la soirée (deux fois)

### Palmarès en arts martiaux mixtes
| 33 combats     | 18 victoires | 15 défaites |
| Par KO         | 5            | 0           |
| Par soumission | 1            | 2           |
| Sur décision   | 12           | 13          |

| Résultat | Record | Adversaire         | Méthode                                            | Événement                                               | Date              | Round | Temps | Lieu                                        | Notes                                                                       |
| -------- | ------ | ------------------ | -------------------------------------------------- | ------------------------------------------------------- | ----------------- | ----- | ----- | ------------------------------------------- | --------------------------------------------------------------------------- |
| Défaite  | 18-15  | Iasmin Lucindo     | Décision (unanime)                                 | UFC sur ESPN : Dolidze contre Hernandez                 | 9 août 2025       | 3     | 5:00  | Las Vegas, Nevada, États-Unis               |                                                                             |
| Victoire | 18-14  | Ketlen Souza       | Décision (divisée)                                 | Soirée de combat UFC : Cannonier contre Rodrigues       | 15 février 2025   | 3     | 5:00  | Las Vegas, Nevada, États-Unis               |                                                                             |
| Défaite  | 17-14  | Tabatha Ricci      | Décision (unanime)                                 | UFC sur ESPN : Cannonier contre Borralho                | 24 août 2024      | 3     | 5:00  | Las Vegas, Nevada, États-Unis               |                                                                             |
| Victoire | 17-13  | Luana Pinheiro     | Soumission (étranglement guillotine)               | Soirée de combat UFC : Barboza contre Murphy            | 18 mai 2024       | 2     | 4:12  | Las Vegas, Nevada, États-Unis               |                                                                             |
| Victoire | 16-13  | Denise Gomes       | Décision (unanime)                                 | Soirée de combat UFC : Almeida contre Lewis             | 4 novembre 2023   | 3     | 5:00  | São Paulo, Brésil                           |                                                                             |
| Défaite  | 15-13  | Mackenzie Dern     | Décision (unanime)                                 | Soirée de combat UFC : Dern contre Hill                 | 20 mai 2023       | 5     | 5:00  | Las Vegas, Nevada, États-Unis               |                                                                             |
| Victoire | 15-12  | Emily Ducote       | Décision (unanime)                                 | UFC sur ESPN : Thompson contre Holland                  | 3 décembre 2022   | 3     | 5:00  | Orlando, Floride, États-Unis                |                                                                             |
| Victoire | 14-12  | Lupita Godinez     | Décision (unanime)                                 | UFC sur ESPN : Vera contre Cruz                         | 13 août 2022      | 3     | 5:00  | San Diego, Californie, États-Unis           |                                                                             |
| Défaite  | 13-12  | Virna Jandiroba    | Décision (unanime)                                 | UFC sur ESPN : Błachowicz vs. Rakić                     | 14 mai 2022       | 3     | 5:00  | Las Vegas, Nevada, États-Unis               |                                                                             |
| Défaite  | 13-11  | Amanda Lemos       | Décision (divisée)                                 | Soirée de combat UFC : Lewis vs. Daukaus                | 18 décembre 2021  | 3     | 5:00  | Las Vegas, Nevada, États-Unis               |                                                                             |
| Défaite  | 13-10  | Tecia Torres       | Décision (unanime)                                 | UFC 265                                                 | 7 août 2021       | 3     | 5:00  | Houston, Texas, États-Unis                  |                                                                             |
| Victoire | 13-9   | Ashley Yoder       | Décision (unanime)                                 | Soirée de combat UFC : Edwards contre Muhammad          | 13 mars 2021      | 3     | 5:00  | Las Vegas, Nevada, États-Unis               |                                                                             |
| Défaite  | 12-9   | Michelle Waterson  | Décision (divisée)                                 | Soirée de combat UFC : Waterson contre Hill             | 12 septembre 2020 | 5     | 5:00  | Las Vegas, Nevada, États-Unis               | Combat de la soirée                                                         |
| Défaite  | 12-8   | Cláudia Gadelha    | Décision (divisée)                                 | UFC sur ESPN : Overeem contre Harris                    | 16 mai 2020       | 3     | 5:00  | Jacksonville, Floride, États-Unis           |                                                                             |
| Victoire | 12-7   | Loma Lookboonmee   | Décision (unanime)                                 | Soirée de combat UFC : Felder contre Hooker             | 23 février 2020   | 3     | 5:00  | Auckland, Nouvelle-Zélande                  |                                                                             |
| Victoire | 11-7   | Hannah Cifers      | TKO (coudes et coups de poings)                    | Soirée de combat UFC : Blaydes contre dos Santos        | 25 janvier 2020   | 2     | 4:26  | Raleigh, Caroline du Nord, États-Unis       |                                                                             |
| Victoire | 10-7   | Ariane Carnelossi  | TKO (arrêt du médecin)                             | UFC Fight Night: Rodríguez vs. Stephens                 | 21 septembre 2019 | 3     | 1:56  | Mexico, Mexique                             |                                                                             |
| Défaite  | 9-7    | Yan Xiaonan        | Décision unanime                                   | UFC 238: Cejudo vs. Moraes                              | 8 juin 2019       | 3     | 5:00  | Chicago, Illinois, États-Unis               |                                                                             |
| Victoire | 9-6    | Jodie Esquibel     | Décision unanime                                   | UFC Fight Night: Jacaré vs. Hermansson                  | 27 avril 2019     | 3     | 5:00  | Sunrise, Floride, États-Unis                |                                                                             |
| Défaite  | 8-6    | Randa Markos       | Soumission (clé de bras)                           | UFC Fight Night: Thompson vs. Pettis                    | 23 mars 2019      | 1     | 4:24  | Nashville, Tennessee, États-Unis            |                                                                             |
| Défaite  | 8-5    | Cortney Casey      | Décision partagée                                  | UFC Fight Night: Gaethje vs. Vick                       | 25 août 2018      | 3     | 5:00  | Lincoln, Nebraska, États-Unis               |                                                                             |
| Victoire | 8-4    | Maryna Moroz       | Décision unanime                                   | UFC on FOX: Emmett vs. Stephens                         | 24 février 2018   | 3     | 5:00  | Orlando, Floride, États-Unis                |                                                                             |
| Défaite  | 7-4    | Nina Ansaroff      | Décision unanime                                   | UFC Fight Night: Poirier vs. Pettis                     | 11 novembre 2017  | 3     | 5:00  | Norfolk, Virginie, États-Unis               |                                                                             |
| Victoire | 7-3    | Ashley Yoder       | Décision unanime                                   | The Ultimate Fighter: Redemption Finale                 | 7 juillet 2017    | 3     | 5:00  | Las Vegas, Nevada, États-Unis               |                                                                             |
| Défaite  | 6–3    | Jéssica Andrade    | Décision unanime                                   | UFC Fight Night: Bermudez vs. Korean Zombie             | 4 février 2017    | 3     | 5:00  | Houston, Texas, États-Unis                  | Combat de la soirée.                                                        |
| Victoire | 6–2    | Kaline Medeiros    | Décision unanime                                   | Invicta FC 20: Evinger vs. Kunitskaya                   | 18 novembre 2016  | 5     | 5:00  | Kansas City, Missouri, États-Unis           | Défend le titre des poids pailles de l'Invicta.                             |
| Victoire | 5–2    | Livia Renata Souza | Décision partagée                                  | Invicta FC 20: Evinger vs. Kunitskaya                   | 7 mai 2016        | 5     | 5:00  | Costa Mesa, Californie, États-Unis          | Remporte le titre des poids pailles de l'Invicta. Performance de la soirée. |
| Victoire | 4–2    | Stephanie Eggink   | KO (coup de poing)                                 | Invicta FC 16: Hamasaki vs. Brown                       | 11 mars 2016      | 2     | 2:36  | Las Vegas, Nevada, États-Unis               | Performance de la soirée.                                                   |
| Victoire | 3–2    | Alida Gray         | KO (coup de genou au corps)                        | Invicta FC 15: Cyborg vs. Ibragimova                    | 16 janvier 2016   | 1     | 1:39  | Costa Mesa, Californie, États-Unis          |                                                                             |
| Défaite  | 2-2    | Rose Namajunas     | Soumission technique (étranglement arrière debout) | UFC 192: Cormier vs. Gustafsson                         | 3 octobre 2015    | 1     | 2:47  | Houston, Texas, États-Unis                  |                                                                             |
| Défaite  | 2–1    | Tecia Torres       | Décision unanime                                   | UFC 188: Velasquez vs. Werdum                           | 13 juin 2015      | 3     | 5:00  | Mexico, État de Mexico, Mexique             |                                                                             |
| Victoire | 2–0    | Emily Kagan        | Décision unanime                                   | The Ultimate Fighter: A Champion Will Be Crowned Finale | 12 décembre 2014  | 3     | 5:00  | Las Vegas, Nevada, États-Unis               |                                                                             |
| Victoire | 1–0    | Stephanie Skinner  | TKO (coups de genou)                               | US Freedom Fighter Championship 18: Metal and Mayhem    | 26 avril 2014     | 2     | 1:35  | Winston-Salem, Caroline du Nord, États-Unis |                                                                             |